# Communes de la province de Potenza
- Haut – A
- B
- C
- D
- E
- F
- G
- H
- I
- J
- K
- L
- M
- N
- O
- P
- Q
- R
- S
- T
- U
- V
- W
- X
- Y
- Z

## A
- Abriola
- Acerenza
- Albano di Lucania
- Anzi
- Armento
- Atella
- Avigliano

## B
- Balvano
- Banzi
- Baragiano
- Barile
- Bella
- Brienza
- Brindisi Montagna

## C
- Calvello
- Calvera
- Campomaggiore
- Cancellara
- Carbone
- Castelgrande
- Castelluccio Inferiore
- Castelluccio Superiore
- Castelmezzano
- Castelsaraceno
- Castronuovo di Sant'Andrea
- Cersosimo
- Chiaromonte
- Corleto Perticara

## E
- Episcopia

## F
- Fardella
- Filiano
- Forenza
- Francavilla in Sinni

## G
- Gallicchio
- Genzano di Lucania
- Ginestra
- Grumento Nova
- Guardia Perticara

## L
- Lagonegro
- Latronico
- Laurenzana
- Lauria
- Lavello

## M
- Maratea
- Marsico Nuovo
- Marsicovetere
- Maschito
- Melfi
- Missanello
- Moliterno
- Montemilone
- Montemurro
- Muro Lucano

## N
- Nemoli
- Noepoli

## O
- Oppido Lucano

## P
- Palazzo San Gervasio
- Paterno
- Pescopagano
- Picerno
- Pietragalla
- Pietrapertosa
- Pignola
- Potenza

## R
- Rapolla
- Rapone
- Rionero in Vulture
- Ripacandida
- Rivello
- Roccanova
- Rotonda
- Ruoti
- Ruvo del Monte

## S
- San Chirico Nuovo
- San Chirico Raparo
- San Costantino Albanese
- San Fele
- San Martino d'Agri
- San Paolo Albanese
- San Severino Lucano
- Sant'Angelo Le Fratte
- Sant'Arcangelo
- Sarconi
- Sasso di Castalda
- Satriano di Lucania
- Savoia di Lucania
- Senise
- Spinoso

## T
- Teana
- Terranova di Pollino
- Tito
- Tolve
- Tramutola
- Trecchina
- Trivigno

## V
- Vaglio Basilicata
- Venosa
- Vietri di Potenza
- Viggianello
- Viggiano